# Мегарон
Мегарон је праоблик грчке куће. Представља једноставну правоугаону грађевину са предворјем које чине анте. У средишту унутрашњег простора стајало је огњиште а четири стуба око њега носила су на том месту нешто уздигнутији кров, тако да је био омогућен одвод дима. Мегарон се спомиње у Хомеровим еповима а ископавања у Микени открила су његов облик.
Сваки грчки храм је направљен по принципу мегарона, са олтарем који се налази на месту огњишта.